# Бадени, Станислав Марцин
Граф Станислав Марцин Бадени (9 августа 1850, Сурохув близ г. Ярослав Австрийская империя — 12 октября 1912, Радехов, Австро-Венгрия) — польский и австро-венгерский общественный деятель, консервативный политик. Доктор права и философии. Крупный галицийский помещик.

## Биография
Представитель магнатского рода графов Бадени. Младший брат Казимира Бадени, министра-президента Цислейтании в 1895—1897 годах.
Изучал право и философию в Ягеллонском университете, там же защитил докторские диссертации. Служил в суде. Женился на кузине графине Цецилии Миер и осел в Радехове, занялся ведением хозяйства в имении.
В 1883—1912 годах был послом (депутатом) Галицкого краевого сейма.
В 1895—1901 и 1903—1912 годах — маршал (спикер) Галицкого краевого сейма ( де-факто премьер-министр Галиции).
С 1891 года до своей смерти был членом Австро-Венгерского императорского совета — Рейхсрата.
Лидер галицких станчиков. Ярый враг панславизма и москвофилов, принципиальный сторонник народников и польско-украинского сотрудничества.
Общественное мнение в межвоенной Польше возлагало на него ответственность за содействие быстрому прогрессу украинского движения на Галичине, что в результате привело к польско-украинской войне 1918—1919 годов.
В 1893 году купил имение Коропец над Днестр на Подолье где построил неоренессансовый дворец, который унаследовал его сын Стефан (1885—1961).
Среди его заслуг было успешное восстановление Вавельского замка после того, как австрийские власти использовали его в качестве военных казарм.
Около 30 крупных городов Галиции в знак признания его заслуг удостоили его звания почётного гражданина.

## Награды
- В 1898 году награждён Большим крестом Австрийского ордена Леопольда.
- Почётный гражданин г. Львов (1895)
- Почётный гражданин г. Санок(1912)
- Почётный гражданин г. Пшемысль
- Почётный гражданин г. Жешув (1895)